# Джеймисон, Пенни
Пенни Джеймисон (англ. Penny Jamieson), до замужества Пенелопа Анна Бэнсолл Аллен (англ. Penelope Ann Bansall Allen; род. 21 июня 1942, Чалфонт-Сэнт-Джайлс, графство Бакингемшир, Великобритания) — клирик Англиканской Церкви Аотеароа, Новой Зеландии и Полинезии, епископесса Данедина с 1989 по 2004 год. Первая женщина в мире, возведённая на кафедру епархиального архиерея, и вторая женщина, после Барбары Харрис,  рукоположенная в епископессы в англиканском сообществе. Дама Ордена «За заслуги» перед обществом Новой Зеландии (DNZM).

## Биография

### Ранние годы
Родилась в деревне Чалфонт-Сэнт-Джайлс, в графстве Бакингемшир, на территории Англии, 21 июня 1942 года. Начальное и среднее образование получила в средней школе Уикома. Изучала лингвистику в Эдинбургском университете. После замужества переехала на родину мужа в Новую Зеландию. Сотрудничала с внутренней городской миссией в Веллингтоне, одновременно работая над докторской диссертацией в местном Университете Виктории.

### Церковное служение
В 1982 году была рукоположена в сан диакона, в 1983 году — в сан священника в Веллингтонской епархии. В 1989 году была избрана главой самой южной англиканской кафедры в Новой Зеландии — Данидинской епархии. Рукоположена в епископы 29 июня 1990 года. Публично говорила о трудностях, с которыми сталкивалась во время управления епархией, как первая женщина — епархиальный архиерей. Так, на рукоположении Джеймисон в епископы отказались присутствовать англиканский епископ Аотеароа Вхакахуихуи Веркоэ и католический епископ Данидина Леонард Бойл.
15 марта 2004 года она объявила о завершении церковного служения после четырнадцатилетнего управления епархией. Уходя на покой, Джеймисон выразила сожаление по поводу того, что после неё никакая другая женщина не была избрана епископом в Новой Зеландии.

### Личная жизнь
Замужем за Йэном Джеймисоном. В 2004 году в честь дня рождения королевы Елизаветы II она была удостоена звания дамы Ордена «За заслуги» перед обществом Новой Зеландии. В 2009 году отказалась от звания Великой дамы Ордена «За заслуги» перед обществом Новой Зеландии.